# America Is My Home
"America Is My Home" é creditado, algumas vezes, como o primeiro rap gravado. É uma canção patriótica escrita por James Brown e Hayward E. Moore. Brown a gravou em 1967 em resposta às crescentes críticas à Guerra do Vietnam por líderes negros tais como Martin Luther King, Jr. e Stokely Carmichael. Brown apenas fala, sem cantar, sobre uma base instrumental. A letra afirma que "A América é ainda o melhor país, sem dúvida" e alega que "negros e brancos, eles devem lutar, mas se o inimigo chegar, nós nos juntaremos e poremos eles pra correr". Brown atrasou o lançamento da canção até o verão de 1968 quando achou o tempo certo. Alcançou o número 13 da parada R&B e número 52 da parada Pop.